# Hypoponera traegaordhi
Hypoponera traegaordhi es una especie de hormiga del género Hypoponera, subfamilia Ponerinae. 

## Distribución
Esta especie se encuentra en Sudáfrica y Zimbabue.